# Dolf van der Linden
Dolf van der Linden, født David Gysbert van der Linden, (22. juni 1915 i Vlaardingen – 30. januar 1999) var en nederlandsk dirigent og komponist. Han grundlagde i 1945 det nederlandske orkester Metropole Orkest, som han ledte frem til 1980. Han dirigerede Nederlandene i Eurovision Song Contest 13 gange i årene 1957-1962, 1964-1968 og 1970-1971. Han var desuden chefdirigent i Hilversum 1958 og i Amsterdam 1970.